# Columbia Sportswear
Columbia Sportswear Company — американская компания, разрабатывающая дизайн и продающая одежду, обувь и инвентарь для активного отдыха. Главный офис расположен в Портленде (штат Орегон).

## История
Пауль и Мари Ламфром эмигрировали в США из Германии в 1937 году после того, как их текстильная фабрика Lammfromm und Biedermann была конфискована. В следующем году они купили небольшую шляпную компанию в Портленде, штат Орегон. Свой бизнес они назвали Columbia Hat Company, в честь реки Колумбия, которая протекала рядом с их новым домом. В 1948 их дочь Гертруда Ламфром вышла замуж за Нила Бойла. Он вошёл в семейный бизнес и в 1963 году, после смерти Пауля, стал президентом фирмы. К этому времени фирма начала производство одежды для охоты и рыбалки, в 1960 году сменила название на Columbia Sportswear. После внезапной смерти Нила Бойла в 1970 году компанию возглавила Гертруда, вскоре к ней присоединился сын Тим.
В начале 1970-х годов оборот Columbia составлял 650 тыс. долларов, она работала в убыток и была на грани банкротства. Положение улучшилось к середине 1970-х годов, когда компания начала продавать свою продукцию через специализированные каталоги. Все свободные ресурсы компания начала вкладывать в рекламу, и к 1978 году продажи достигли 1 млн долларов. В 1979 году отдел закупок возглавил Дон Санторуфо, по его инициативе компания начала использовать контрактных производителей на северо-западе США, что позволило значительно увеличить товарооборот; через 10 лет собственное производство в Портленде было полностью прекращено.
В 1982 году компания разработала и запатентовала дизайн верхней одежды, названный «взаимозаменяемая система» (англ. Interchange System); дизайн представлял собой две куртки, лёгкую водонепроницаемую и утеплённую, которые можно было объединить с помощью молнии, либо применять по отдельности в зависимости от погоды. В 1983 году оборот Columbia достиг 12 млн долларов. В дальнейшем компания начала применять аутсорсинг производства в страны Азии, что намного снизило себестоимость продукции. В 1986 году компанией были разработаны парки Bugaboo для лыжного спорта. В то же время Columbia продолжала вкладывать большие средства в продвижение своего бренда; в рекламных материалах снимались Гертруда и Тим Бойл, что оказалось весьма эффективным; рекламная кампания «строгая мать» (англ. tough mother) на долгое время стала отличительной чертой Columbia. К началу 1990-х годов оборот компании достиг 100 млн долларов, марка Columbia вошла в число известных брендов одежды.
В 1993 году были запущены линии джинсовой одежды и обуви. В 1994 году появилась линия одежды для сноуборда. В 1996 году был открыт флагманский магазин компании в Портленде, в следующем году начал работу магазин в Сеуле. В марте 1998 года компания провела первичное публичное предложение.
Начиная с 2000 года компания начала расти за счёт поглощений. В 2000 году был куплен производитель обуви Sorel, в 2003 году — компания Mountain Hardwear, в 2006 году — бренды Montrail и Pacific Trail. В 2010 году была приобретена компания OutDry Technologies с её патентом на водонепроницаемую одежду. Также в 2010 году была разработана технология удержания тепла Omni-Heat Reflective. В 2014 году за 190 млн долларов была куплена калифорнийская компания Prana. Также в 2014 году в Китае было создано совместное предприятие со Swire Group; в 2019 году доля партнёра была выкуплена.

## Собственники и руководство
Контрольный пакет акций принадлежит семье Бойл: Тимоти Бойлу (40,38 %), Джозефу Бойлу (5,11 %) и Молли Бойл (5,03 %).
Тимоти Бойл (Timothy P. Boyle, род. в 1949 году) — председатель совета директоров с ноября 2019 года, президент и генеральный директор с 1988 года, в компании с 1971 года.

## Деятельность

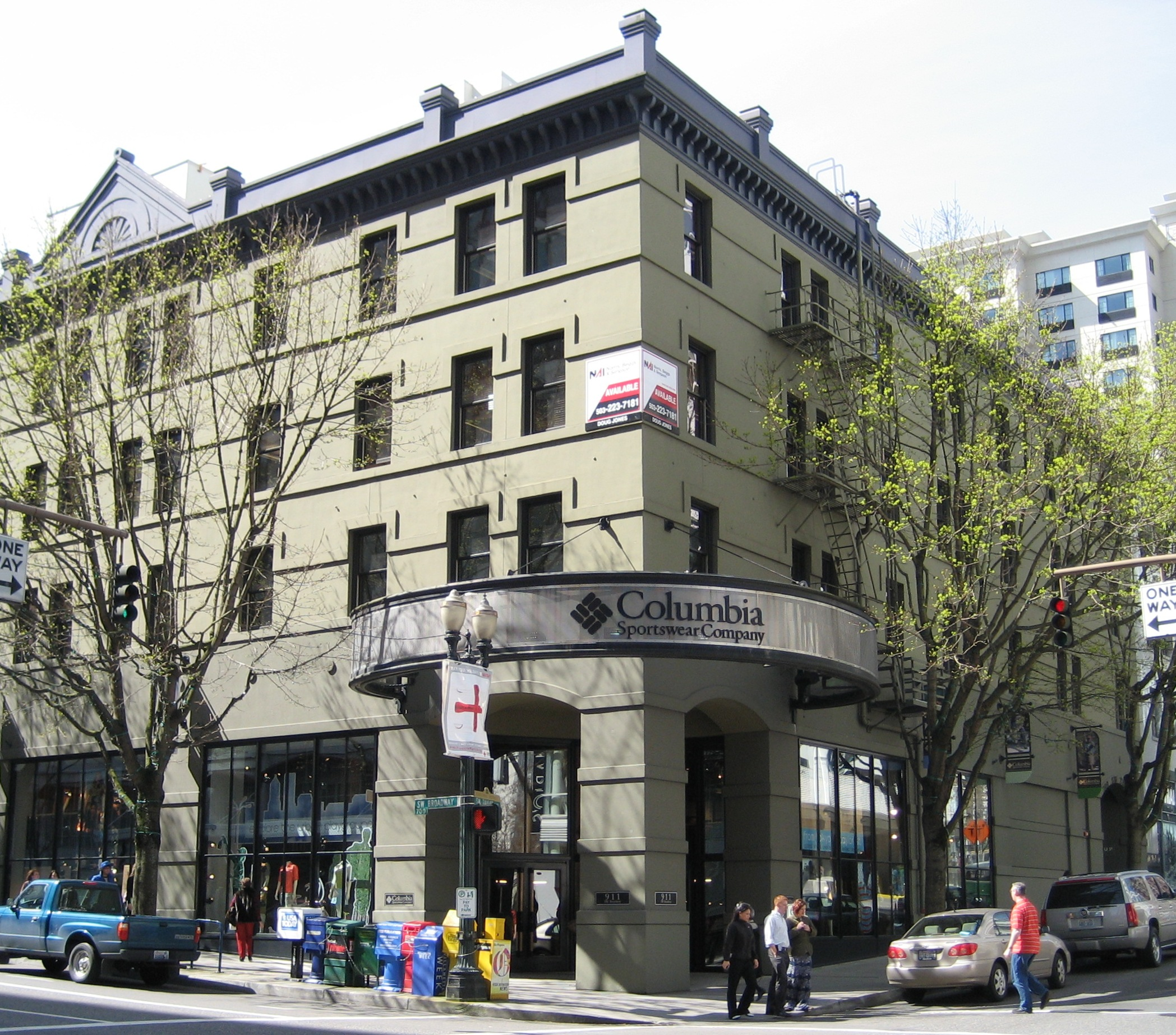
Флагманский магазин Columbia Sportswear в Портленде

Подразделения компании по состоянию на 2024 год:
- США — 61 % выручки;
- Латинская Америка и Азиатско-Тихоокеанский регион — 17 % выручки;
- Европа, Ближний Восток и Африка — 15 % выручки;
- Канада — 7 % выручки.

Всю продукцию изготавливают независимые контрактные производители. Производство одежды и инвентаря осуществляется в 14 странах, в первую очередь, во Вьетнаме (40 % продукции), Бангладеш (25 %), Индонезии (10 %) и Индии (10 %). Производство обуви ведётся в 4 странах, включая Вьетнам (80 %) и Китай (15 %).
Около половины продаж приходится на собственную розничную сеть, которая по состоянию на 2024 год насчитывала 550 магазинов (из них 170 — в США); остальное реализуется оптом другим торговым сетям.
Columbia Sportswear продаёт продукцию под четырьмя брендами:
- Columbia — основан в 1938 году, верхняя одежда, обувь, галантерея и спортинвентарь; 87 % продаж;
- Sorel — куплен в 2000 году, обувь; 7 % продаж;
- Mountain Hardwear — куплен в 2003 году, одежда и инвентарь для скалолазания, горнолыжного спорта, сноуборда; 3 % продаж;
- prAna — куплен в 2014 году, одежда и спортинвентарь; 3 % продаж.

На рынках России и Беларуси торговая марка Columbia представлена с 1998 года; дистрибьютор — компания «Спортмастер».